# ユーリーズナイト
ユーリーズナイト (Yuri's Night) は、1961年4月12日にユーリイ・ガガーリン宇宙飛行士が史上初の宇宙飛行に成功したことを記念し、それを祝うために世界規模で開催されている宇宙イベントである。
またアメリカ合衆国でも、20年後の同じ1981年4月12日に、人類初の再使用可能な有人宇宙往還機であるスペースシャトルがその初飛行に成功した。
日本では2000年から日本各地で開催されている。